# Ітагуара (мікрорегіон)

Ітагуара на карті штату Мінас-Жерайс

Ітагуара (порт. Microrregião de Itaguara) — мікрорегіон в Бразилії, входить в штат Мінас-Жерайс. Складова частина мезорегіону Агломерація Белу-Оризонті. Населення становить 59 364 чоловік на 2006 рік. Займає площу 2421,445 км². Густота населення — 24,5 чол./км².

## Склад мікрорегіону
До складу мікрорегіону включені наступні муніципалітети:
1. Белу-Валі
2. Бонфін
3. Крусіландія
4. Ітагуара
5. Ітатіаюсу
6. Жесеаба
7. Моеда
8. П'єдаді-дус-Жерайс
9. Ріу-Мансу

| Бразилія | Це незавершена стаття з географії Бразилії. Ви можете допомогти проєкту, виправивши або дописавши її. |